# Ruzizi
Ruzizi (naziva se i Rusizi) je rijeka u središnjoj Africi. Ruzizi istječe iz jezera Kivu, te se nakon toka 117 km u kojema se spusti s 1500 m na 770 m, ulijeva deltom u jezero Tanganjika. U dijelu svog toka čini međunarodnu granicu između država Ruande i Demokratske Republike Kongo, te između DR Kongo i Burundiija.
Na rijeci je izgrađene 1958. hidroelektrane Ruzizi I, te 1989. Ruzizi II. Ruzizi I je izgrađena na istjeku rijeke iz jezera Kivu. 
Rijeka je dom legendarnog krokodila Gustava, za kojeg lokalno stanovništvo smatra da je pojeo oko 300-tinjak ljudi. Pretpostavlja se da je Gustave star 60-ak godina, te dug 6,1 m, a da ljude napada upravo zbog svoje veličine. Naime smatra se da je prespor za napad na brzi plijen kao što su ribe, antilope i zebre, te je prisiljen napadati veće životinje kao što su npr. nilski konji, gnui, pa povremeno i ljude.

## Vanjske poveznice
|  | Zajednički poslužitelj ima još gradiva o temi Ruzizi |